# Rövidfarkú pacsirta
A rövidfarkú pacsirta (Pseudalaemon fremantlii) a verébalakúak (Passeriformes) rendjébe, ezen belül a pacsirtafélék (Alaudidae) családjába és a Pseudalaemon nembe tartozó egyedüli faj. 14-15 centiméter hosszú. Etiópia, Kenya, Szomália és Tanzánia száraz, füves területein él. Magokkal, füvekkel és rovarokkal táplálkozik. Májustól júniusig költ, fészekalja 3-4 tojásból áll.

## Alfajok
- P. f. fremantlii (E. L. Phillips, 1897) – Szomália, délkelet-Etiópia;
- P. f. megaensis (Benson, 1946) – dél-Etiópia, észak-Kenya;
- P. f. delamerei (Sharpe, 1900) – dél-Kenya, észak-Tanzánia.

## Fordítás
- Ez a szócikk részben vagy egészben  a   Short-tailed lark című angol Wikipédia-szócikk fordításán alapul.  Az eredeti cikk szerkesztőit annak laptörténete sorolja fel. Ez a jelzés csupán a megfogalmazás eredetét és a szerzői jogokat jelzi, nem szolgál a cikkben szereplő információk forrásmegjelöléseként.